# Ewige Richtung mit Frankreich

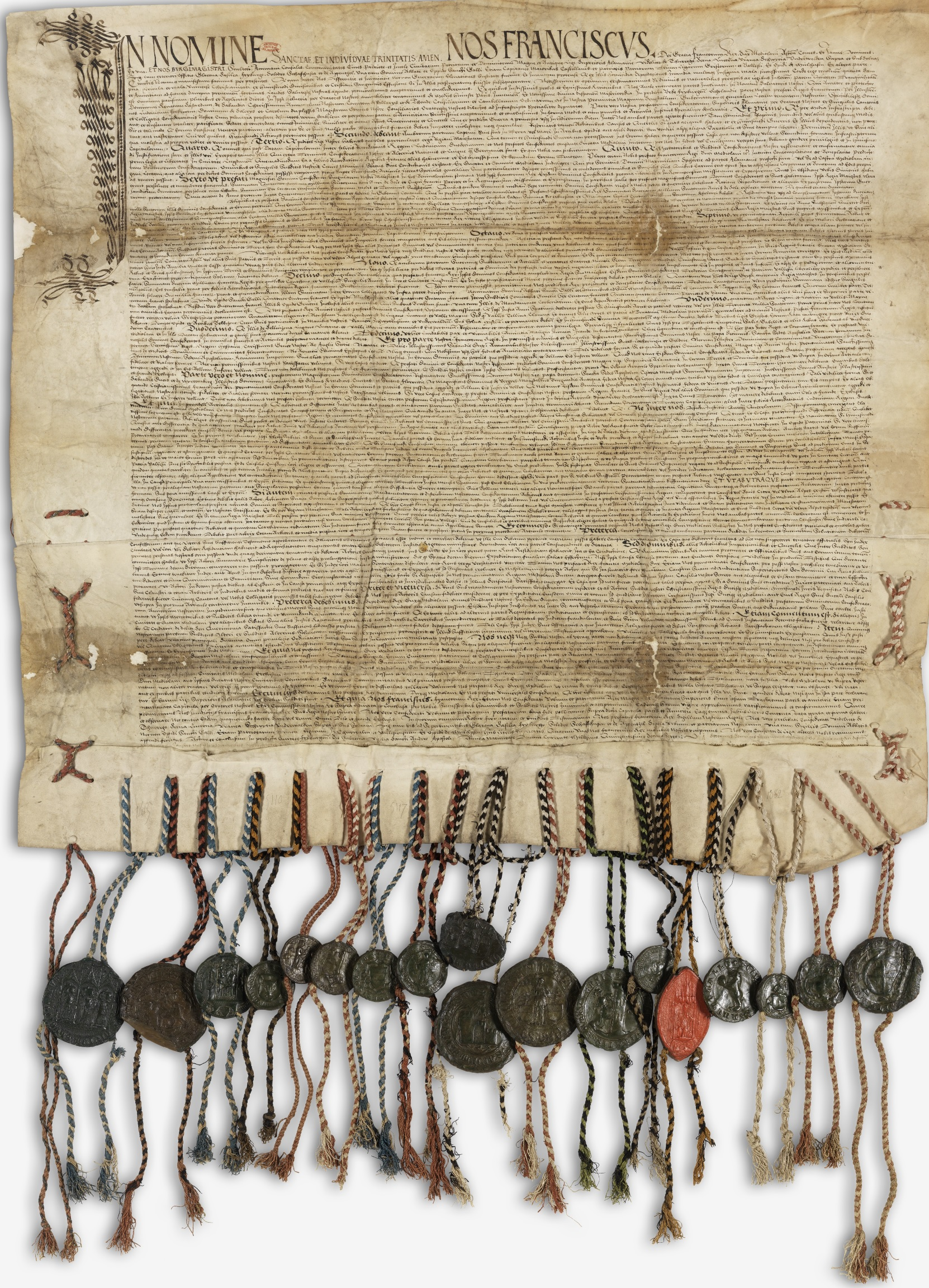
Ausfertigung im Französischen Nationalarchiv

Die Ewige Richtung mit Frankreich oder Ewiger Friede – in der Romandie auch nach dem Ort ihres Abschlusses Freiburg im Üechtland  Traité de Fribourg genannt – war ein am 29. November 1516 unterzeichneter, unbefristeter Friedensvertrag. Der zwischen dem Königreich Frankreich unter König Franz I. und den Dreizehn Alten Orten der Eidgenossenschaft mit ihren Zugewandten Orten (der Fürstabtei St. Gallen, den Drei Bünden, der Republik Wallis und der Stadt Mülhausen im Elsass) vereinbarte Vertrag besiegelte den Frieden nach der 1515 während der Mailänderkriege geführten und von den Eidgenossen verloren gegangenen Schlacht von Marignano.

## Ausgangslage

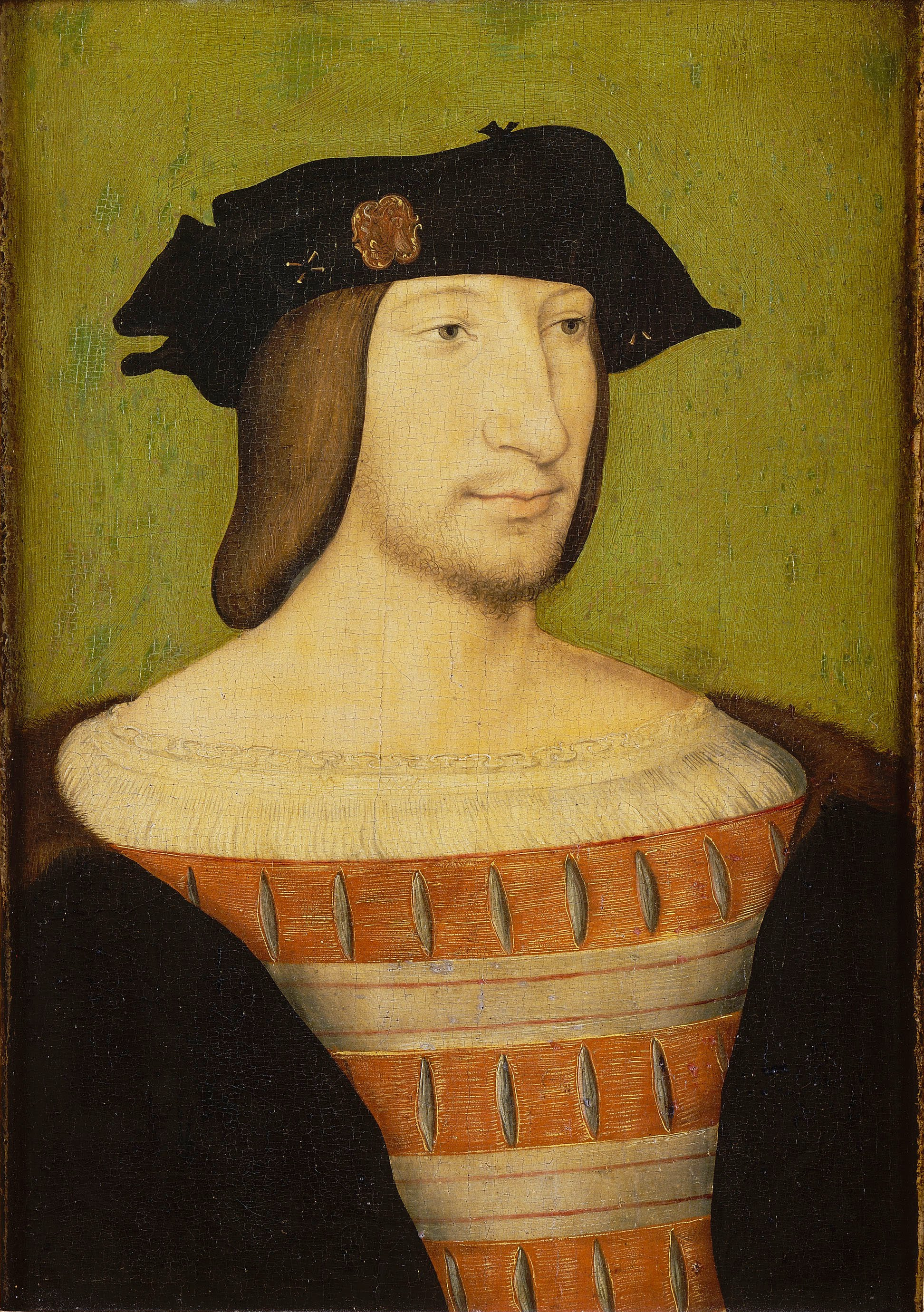
König Franz I., 1515

In der Schlacht bei Marignano, welche am 13. und 14. September 1515 in der italienischen Lombardei stattfand, wurden die eidgenössischen Heere von den Truppen des französischen Königs Franz I. verheerend geschlagen. Die Schlacht war eine der letzten grossen Schlachten, an denen die Alte Eidgenossenschaft beteiligt war.

## Vertragsverhandlungen
Dem weit- und nachsichtigen französischen Sieger, König Franz I., war viel daran gelegen, die Eidgenossen dauerhaft auf die französische Seite zu ziehen. Die Friedensverhandlungen wurden zuerst in Genf und später in Freiburg geführt. Sie endeten am 29. November 1516 mit der Unterzeichnung eines Friedensvertrags. Obwohl der französische König die Bedingungen nach seinem Sieg in der Schlacht bei Marignano weitgehend diktieren konnte, wird der Friedensvertrag von der Geschichtsschreibung als relativ grosszügig gegenüber den Eidgenossen eingeschätzt.
Bemerkenswert am Friedensvertrag ist, dass nebst den Dreizehn Orten der Eidgenossenschaft auch Zugewandte Orte daran beteiligt waren.

## Vertragsinhalt

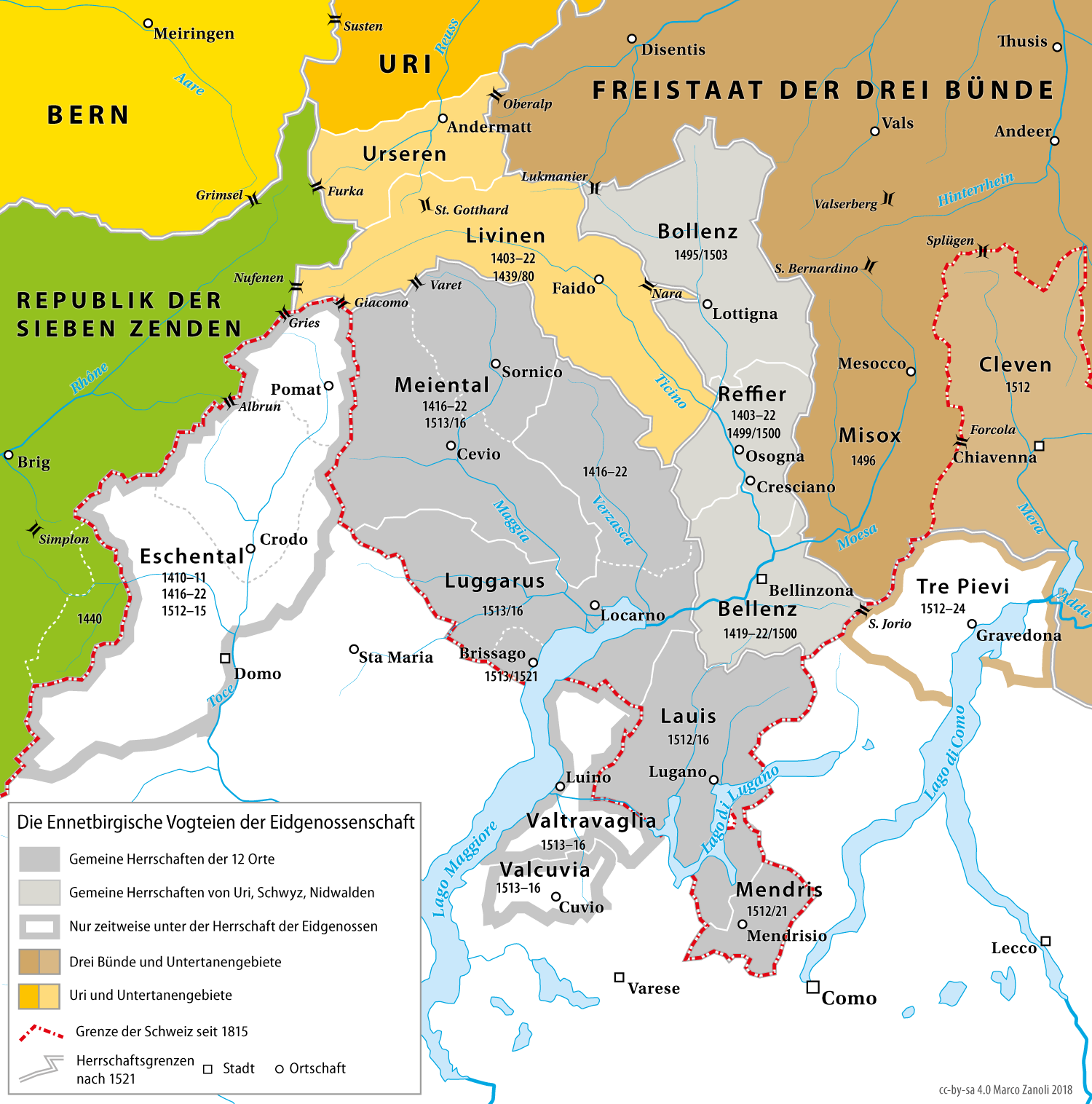
Karte der Ennetbirgischen Vogteien der Alten Eidgenossenschaft

Mit dem Friedensvertrag gaben die Eidgenossen ihre Ansprüche auf das Protektorat über Mailand auf, und König Franz übernahm die Kontrolle über die Lombardei. Ausserdem verzichteten die Vertragspartner auf die Unterstützung von Gegnern der anderen Partei.
Frankreich bezahlte den Eidgenossen eine Kriegsentschädigung von 700'000 Kronen. Dies entspricht etwa 2,5 Tonnen Gold, sowie für jeden eidgenössischen Ort, das Wallis und die Drei Bünde eine jährliche Pension von 2'000 Kronen.
Trotz dem Angebot von weiteren 300'000 Kronen verzichteten die Eidgenossen und die Drei Bünde nicht auf ihre ennetbirgischen Vogteien (ohne Bellinzona). Dadurch wurde den Eidgenossen und ihren Verbündeten definitiv die ennetbirgischen Besitzungen Bellinzona, Lugano und Locarno sowie das Veltlin und Chiavenna zugesprochen. Auf diese Weise gelangte das Gebiet des späteren Kantons Tessin definitiv, Mendrisio ab 1521, zur Eidgenossenschaft. Nur das südlich des Simplonpasses liegende Eschental und Luino durften die Eidgenossen nicht behalten.
Der Friedensvertrag wurde im Exemplar der Eidgenossen frühneuhochdeutsch geschrieben und im französischen Dokument in lateinischer Sprache abgefasst. Aufbewahrt werden diese zwei Ausfertigungen im Staatsarchiv Freiburg beziehungsweise in den Archives nationales in Paris. Der Vertrag trägt das Siegel der Dreizehn Orte (in protokollarischer Reihenfolge: Zürich, Luzern, Bern, Uri, Schwyz, Unterwalden, Zug, Glarus, Basel, Freiburg, Solothurn, Schaffhausen und Appenzell).

## Soldbündnis von 1521
1521 vereinbarten die Eidgenossen und das Königreich Frankreich in Luzern ein Soldbündnis. Der französische König erhielt das Recht, im Falle eines «Verteidigungskrieges» Frankreichs mindestens 6'000 und maximal 16'000 Schweizer Krieger in Sold zu nehmen.
Zürich unterzeichnete den Vertrag nicht, anders als noch 1516, dafür die Zugewandten Städte Biel und Rottweil. Das durch den Reformator Ulrich Zwingli geprägte reformierte Zürich hielt sich aus wirtschaftlichen, aber besonders aus konfessionellen Gründen mit der Annäherung an das tief katholische Frankreich zurück. Ulrich Zwingli, der als Feldprediger an der Schlacht von Marignano teilgenommen hatte, stand dem Solddienst ausserdem sehr kritisch gegenüber.

## Ende der Ewigen Richtung
Das Ende der Ewigen Richtung bildete de facto die Besetzung des Landes 1798 durch französische Revolutionstruppen während des Franzoseneinfalls mit Entmachtung des Patriziats und Etablierung der Helvetischen Republik. Im Zuge der Französischen Revolution wurde der französische König hingerichtet, und niemand fühlte sich mehr an die alten Verträge gebunden.

## Auswirkungen auf die Eidgenossenschaft
Die Ewige Richtung markierte in der Schweizer Geschichte den Auftakt der französischen Periode, jenen Zeitabschnitt, in dem die Eidgenossenschaft mehr und mehr unter den politischen, kulturellen und wirtschaftlichen Einfluss des französischen Königshauses geriet. Zusammen mit dem Soldbündnis von 1521 war die Ewige Richtung der Beginn einer neuen aussenpolitischen Orientierung der Eidgenossenschaft auf Frankreich hin. Diese sollte bis zur Französischen Revolution eine zentrale Konstante der eidgenössischen Aussenbeziehungen darstellen und einen wichtigen Faktor der Innenpolitik bilden. Die beiden Verträge brachten der bald danach patrizisch gewordenen Eidgenossenschaft über Jahrhunderte ein weitgehend ungestörtes, enges Verhältnis zum absolutistischen Frankreich. Noch 1789, beim Sturm des Pariser Volkes auf die Bastille, waren eidgenössische Söldner beim vergeblichen Abwehrversuch beteiligt.
Im 19. Jahrhundert wurde die Niederlage von Marignano dann als Beginn der schweizerischen Neutralitätspolitik umgedeutet.